# This Fire
This Fire è il secondo album in studio della cantautrice statunitense Paula Cole, pubblicato nel 1996.

## Tracce
1. Tiger – 4:18
2. Where Have All the Cowboys Gone? – 4:26
3. Throwing Stones – 3:47
4. Carmen – 3:42
5. Mississippi – 5:06
6. Nietzsche's Eyes – 5:31
7. Road to Dead – 3:41
8. Me – 5:00
9. Feelin' Love – 5:38
10. Hush, Hush, Hush (featuring Peter Gabriel) – 4:22
11. I Don't Want to Wait – 5:19